# FBReader
FBReader es un lector de libros electrónicos popular (más de 30 millones de instalaciones). Funciona en iOS, Android, Windows, Mac OS, Linux y Chrome OS.
Abre EPUB, tanto sin cifrar como protegidos con Readium LCP. Otros formatos admitidos incluyen fb2, mobi, HTML, RTF y texto sin formato. Los formatos soportados incluyen EPUB, FictionBook, HTML, plucker, PalmDoc, zTxt, TCR, CHM, RTF, OEB, mobipocket sin DRM, y texto plano.
Utiliza su propio analizador de libros y motor de renderizado. El motor es ligero, rápido y altamente personalizable. 
FBReader no es de código abierto desde 2015. Para los desarrolladores, ofrecen  FBReader SDK , una biblioteca para crear su propio lector de libros electrónicos.
FBReader para Linux es gratuito. Sin embargo, a partir de la versión 2.0, su código ya no es de código abierto. En consecuencia, los paquetes disponibles en los repositorios de distribuciones populares están desactualizados.
La última versión de la aplicación está disponible actualmente como AppImage.

## Historia
FBReader fue diseñado inicialmente para el e-reader Sharp Zaurus en enero de 2005; un porte a Maemo fue añadido en diciembre de 2005 para el Nokia 770.[cita requerida] FBReader tiene desde entonces paquetes binarios para muchos sistemas operativos de dispositivos móviles y la mayoría de sistemas operativos para PC.[cita requerida]
Una versión de prueba de FBReaderJ (el fork de Java) para Google Android fue lanzada el 13 de abril de 2008.[cita requerida]
El 30 de septiembre de 2024 lanzaron la actual versión estable, la 2.1.2 tanto para Linux, Windows y Mac. 
En la actualización de septiembre se optimizó:
- La aplicación ahora usa tamaños de imagen especificados en CSS
- Los mensajes de error se han hecho más claros.
- Mejoras menores en la interfaz de usuario y la seguridad.

El 10 de octubre de 2024, lanzaron la actualización 1.2 de FBReader para iOS, que presenta importantes mejoras.
En esta actualización:
- Compatibilidad total con dispositivos iOS 18 y iPhone 16
- Soporte para Readium LCP (archivos ePub protegidos con DRM)
- Motor de renderizado actualizado, ahora alineado con nuestras aplicaciones en otras plataformas
- Mejoras menores en la interfaz de usuario, con mejoras notables en el modo nocturno.
- Opción para compartir datos de uso anónimos (se le pedirá su consentimiento).

El 29 de octubre de 2024, se lanzó la actualización para FBReader 3.7.7 para Android. La actualización de octubre aborda dos cuestiones relacionadas con los archivos PDF. En primer lugar, la detección del tipo de archivo fallaba en algunos archivos, lo que impedía que FBReader abriera ciertos archivos PDF. Además, se produjo una confusión entre la tabla de contenido de PDF y otros tipos de archivos, según informaron algunos usuarios. En ocasiones, esto provocaba que se mostrara una tabla de contenido incorrecta al abrir un libro ePub después de un PDF. Esta versión también incluye algunas mejoras en la interfaz de usuario.

## Componentes
FBReader usa zlibrary para compilación fácil multiplataforma. zlibrary es una interfaz de biblioteca lógica independiente de plataforma (sistema operativo), que permite recompilar FBReader para varias plataformas sin tener que preocuparse del GUI-toolkit usado.[cita requerida]